# 遊泳剤
遊泳剤（ゆうえいざい）は、プールに入れ、遊泳をすることを目的とした薬剤である。
目的別に、着色による水遊び、香り付けによる遊びやリラクゼーション、日焼け予防、保湿、プール水自体の消毒・除菌、透明化などがある。

## 着色による水遊び
近年、家庭用プールの普及により、小さなお子様が利用する小型ビニールプールや、大人が利用する10m³程度の中規模プールで使用されている。プール水自体を赤色、黄色、青色に着色し水遊びを楽しむようになった。
また、水鉄砲に高濃度の遊泳剤を入れ、色水鉄砲として使用されている。成分は青色1号、黄色4号、黄色202号、赤色102号、赤色106号などの合成着色料が用いられている。
昨今は、家庭での利用だけでなく、大型プール施設で、水鉄砲とバケツで溶解させた遊泳剤を貸し出し、色水鉄砲イベントなども行われている。

## 香り付けによる水遊び
着色による水遊びと同様に、小型プールや中規模プールで使用されている。バナナやストロベリーなど、幼児に好まれる香りを付け、水遊びに慣れ親しむことを目的としている。

## 香り付けによるリラクゼーション
家庭用プールでは、大人の利用を想定しリフレッシュやリラクゼーションを目的に香り付けが行われている。フローラルな香りや柑橘系の香り、アロマな香りを付けることで、小型のプールでありながら長時間の利用を促進している。

## 紫外線からの日焼け予防
酸化チタンや炭酸カルシウムなどの白色系の成分が用いられる。水中に紫外線が届きにくくなることで、肌を紫外線から守っている。

## 保湿
トレハロースやベタイン、グリセリンなどの保湿成分により、肌への保湿効果を目的としている。この成分は、プール水温が低く溶けにくいため、主に粉体または液体で製造される。

## プール水の消毒・除菌
厚生労働省の指導により塩素剤が使われる。次亜塩素酸カルシウムやジクロロイソシアヌル酸ナトリウム、トリクロロイソシアヌル酸ナトリウムなどを主成分とした粒剤もしくは錠剤が用いられる。厚生労働省では、遊泳中は遊離残留塩素濃度が0.4～1.0mg/Lになるように推奨している。したがって遊泳前に0.4～1.0mg/Lとなるように入れ、遊泳後は2.0mg/L以上になるように入れる。遊泳剤をいれることで、プール水の衛生管理や長期保存を目的に使用されている。また、後述する着色水を、塩素剤の漂白効果により透明化する際にも用いられている。

## プール水の透明化
長期間もしくは多人数でプールを利用した場合に生じるプール水の白濁や、井戸水や配管から生じる黄濁、藻類の繁殖による緑濁などから、プール水の透明度を回復させるために、凝集沈殿もしくは凝集ろ過させるために使用する。PAC（液体）や硫酸アルミニウム（粉体）などがある。

## 入浴剤との違い
入浴剤は、水中で眼を開けることを想定していないが、遊泳剤は水中で眼を開けることを前提としている。遊泳剤は、長時間、眼を開けたとしても支障が無い成分で構成されている。ただし、各メーカーはゴーグル着用を推奨している。

## 誤飲の危険性
遊泳剤の入ったプール水を万が一、誤飲したとしても支障が無いような成分でつくられている。

## 使用上の注意
大型プールなどで使用する際は、プール壁や他者との接触を回避するため３メートル以上の透視度を保つよう配慮しなければならない。
遊泳後は特に身体を洗い流す必要はないが、通常のプール水のようにシャワーを浴びることが望ましい。
2023年5月現在、温泉の素.com株式会社（商品名：ぷるから）や松田医薬品株式会社（商品名：プール用遊泳剤）が製造しており、ホームセンターやネットショッピングなどで販売されている。いずれも製造しているのは入浴剤メーカーであり、薬機法上の製造許可を得ているメーカーである。